# Grammy Awards de 2016
A 58.ª cerimônia anual do Grammy Awards foi realizada no dia 15 de fevereiro de 2016 no Staples Center em Los Angeles, Califórnia. A cerimônia reconhece as melhores gravações, composições e artistas do ano por elegibilidade, que ocorreu entre 1 de outubro de 2014 e 30 de setembro de 2015. A pré-transmissão, conhecida oficialmente como a Premiere Ceremony, em que a maioria dos prêmios serão apresentados, foi realizada no Microsoft Theater. É a décima sexta cerimônia do Grammy a ser realizada no Staples Center, empatando com o Shrine Auditorium, em Los Angeles como o espaço que mais ocupou as cerimônias do Grammy. Também marca a data mais tardia de uma cerimônia do Grammy desde 2003, que ocorreu em 23 de fevereiro.
Ao contrário dos anos anteriores, em que foi realizada em um domingo, a edição de 2016 foi realizada numa segunda-feira pela primeira vez para aproveitar o feriado prolongado do Presidents Day. A cerimônia foi transmitida nos Estados Unidos pela CBS; pela primeira vez, afiliadas da CBS na metade ocidental do país terão a opção de transmitir os Grammys ao vivo a partir do feed da costa leste, além de uma reapresentação no horário nobre local.
As indicações para a cerimônia de 2016 foram anunciadas em 7 de dezembro de 2015. Kendrick Lamar foi o que mais recebeu indicações, com 11. Para o último, ele passou Eminem como o rapper com o maior número de indicações em uma única noite, e em segundo lugar geral atrás de Michael Jackson (12 indicações em 1984). Taylor Swift e The Weeknd receberam sete indicações cada. LL Cool J é o anfitrião pelo quinto ano consecutivo. "Make Me Like You", single de Gwen Stefani lançado antes da cerimônia, teve seu vídeo musical encenado, filmado e transmitido ao vivo durante um intervalo comercial de quatro minutos na CBS, em parceria com a rede de lojas Target como forma de divulgação do álbum This Is What the Truth Feels Like.

## Apresentações
| Artista(s)                                        | Canção(ões) |
| ------------------------------------------------- | --- |
| Adele                                             | "All I Ask" |
| Kendrick Lamar                                    | "The Blacker and the Berry / Alright"                                                                          |
| The Weeknd                                        | "Can't Feel My Face / In the Night"                                                                            |
| Little Big Town                                   | Girl Crush |
| Demi Lovato Meghan Trainor John Legend Luke Bryan | Homenagem para Lionel Richie "Easy / Hello / Penny Lover / You Are / Brick House / All Night Long (All Night)" |
| Pitbull Robin Thicke Travis Barker                | "El Taxi / Bad Man"                                                                                            |
| Justin Bieber Skrillex & Diplo (Jack Ü)           | "Love Yourself / Where Are Ü Now"                                                                              |
| Carrie Underwood Sam Hunt                         | "Take Your Time / Heartbeat" (mashup)                                                                          |
| Ellie Goulding Andra Day                          | "Love Me Like You Do / Rise Up" (mashup)                                                                       |
| Tori Kelly James Bay                              | "Let It Go / Hollow" (mashup)                                                                                  |
| Elenco de Hamilton                                | "Alexander Hamilton"                                                                                           |
| Lady Gaga                                         | Tributo para David Bowie                                                                                       |
| The Hollywood Vampires                            | Tributo para Lemmy "As Bad as I Am"                                                                            |
| Chris Stapleton Gary Clark Jr. Bonnie Raitt       | Tributo para B.B. King                                                                                         |
| Alabama Shakes                                    | "Don't Wanna Fight"                                                                                            |
| Miguel Greg Phillinganes                          | "She's Out of My Life"                                                                                         |
| Rihanna                                           | "Kiss It Better" (cancelado)                                                                                   |
| Taylor Swift                                      | "Out of the Woods"                                                                                             |
| Eagles Bernie Leadon Jackson Browne               | Tributo para Glenn Frey                                                                                        |

## Apresentadores
- Cam[21]
- Stephen Colbert[21]
- Common[21]
- James Corden[21]
- Kaley Cuoco[21]
- Selena Gomez[21]
- Ariana Grande[21]
- Ice Cube[21]
- O'Shea Jackson Jr.[21]
- Anna Kendrick[21]
- Seth MacFarlane[21]
- Ryan Seacrest[21]
- Ed Sheeran[21]
- Sam Smith[21]

## Indicações

### Categorias universais
| Record of the Year - Uptown Funk – Mark Ronson com participação de Bruno Mars - Thinking Out Loud – Ed Sheeran - Blank Space – Taylor Swift - Really Love - D'Angelo and the Vanguard - Can't Feel My Face – The Weeknd | Album of the Year - 1989 – Taylor Swift - Sound & Color – Alabama Shakes - To Pimp a Butterfly – Kendrick Lamar - Traveller – Chris Stapleton - Beauty Behind the Madness – The Weeknd |
| Song of the Year - Thinking Out Loud - Ed Sheeran - Alright – Kendrick Duckworth - Blank Space – Taylor Swift - Girl Crush – Little Big Town - See You Again – Charlie Puth & Wiz Khalifa                               | Best New Artist - Meghan Trainor - Courtney Barnett - James Bay - Sam Hunt - Tori Kelly                                                                                                |

### Pop
| Best Pop Solo Performance - Thinking Out Loud – Ed Sheeran - Heartbeat Song – Kelly Clarkson - Love Me Like You Do – Ellie Goulding - Blank Space – Taylor Swift - "Can't Feel My Face – The Weeknd                                               | Best Pop Duo/Group Performance - Uptown Funk – Mark Ronson com participação de Bruno Mars - Ship to Wreck – Florence + The Machine - Sugar – Maroon 5 - Bad Blood – Taylor Swift com participação de Kendrick Lamar - See You Again – Wiz Khalifa com participação de Charlie Puth |
| Best Traditional Pop Vocal Album - The Silver Lining: The Songs of Jerome Kern – Tony Bennett & Bill Charlap - Shadows in the Night – Bob Dylan - Stages – Josh Groban - No One Ever Tells You – Seth MacFarlane - My Dream Duets – Barry Manilow | Best Pop Vocal Album - 1989 – Taylor Swift - Piece by Piece – Kelly Clarkson - How Big, How Blue, How Beautiful – Florence and the Machine - Before This World - James Taylor - Uptown Special – Mark Ronson                                                                       |

### Dance/Electronic
| Best Dance Recording - Where Are Ü Now – Skrillex & Diplo com Justin Bieber - Go – The Chemical Brothers com participação de Q-Tip - *Never Catch Me – Flying Lotus com participação de Kendrick Lamar - Runaway (U & I) – Galantis - We're All We Need – Above & Beyond com participação de Zoë Johnston | Best Dance/Electronic Album - Skrillex and Diplo Present Jack Ü – Skrillex & Diplo - Our Love – Caribou - Born in the Echoes – The Chemical Brothers - Caracal – Disclosure - In Colour – Jamie xx |